# Lista de primeiros-ministros da Bélgica
Esta é uma lista dos primeiros-ministros da Bélgica, designados respectivamente: premier ministre em francês, Eerste Minister em neerlandês, e Premierminister em alemão. 
Apesar dos chefes de Governo (em francês: Chefs de Cabinet) tenham sido nomeados desde a independência do país, até 1918 o rei frequentemente presidia o Conselho de Ministros, de modo que a função moderna do "primeiro-ministro" começou apenas após a Primeira Guerra Mundial com Léon Delacroix. A importância política do rei dos belgas diminuiu ao longo do tempo, enquanto o cargo de primeiro-ministro gradualmente se tornou mais importante. 

## Lista de chefes de Governo
| Retrato                             | Presidente                                  | Início de Governo       | Fim de Governo                            | Partido                                 | Chefe de Estado  |
| ----------------------------------- | ------------------------------------------- | ----------------------- | ----------------------------------------- | --------------------------------------- | ---------------- |
| Chefes de Governo (1831-1918)       |                                             |                         |                                           |                                         |                  |
|                                     | Étienne Constantin de Gerlache (1785-1871)  | 27 de fevereiro de 1831 | 10 de março de 1831                       | Sem Partido (Confessionalismo católico) | Rei Leopoldo I   |
|                                     | Joseph Lebeau (1794-1865)                   | 10 de março de 1831     | 24 de julho de 1831                       | Sem Partido (Liberal)                   | Rei Leopoldo I   |
|                                     | Felix de Muelenaere (1793-1862)             | 24 de julho de 1831     | 20 de outubro de 1832                     | Sem Partido (Confessionalismo católico) | Rei Leopoldo I   |
|                                     | Albert Joseph Goblet (1790-1873)            | 20 de outubro de 1832   | 4 de agosto de 1834                       | Sem Partido (Liberal)                   | Rei Leopoldo I   |
|                                     | Barthélémy de Theux de Meylandt (1794-1874) | 4 de agosto de 1834     | 18 de abril de 1840                       | Sem Partido (Confessionalismo católico) | Rei Leopoldo I   |
|                                     | Joseph Lebeau (1794-1865)                   | 4 de agosto de 1840     | 13 de abril de 1841                       | Sem Partido (Liberal)                   | Rei Leopoldo I   |
|                                     | Jean-Baptiste Nothomb (1805-1881)           | 13 de abril de 1841     | 30 de julho de 1845                       | Sem Partido (Liberal)                   | Rei Leopoldo I   |
|                                     | Sylvain Van de Weyer (1802-1874)            | 13 de abril de 1845     | 31 de março de 1846                       | Sem Partido (Liberal)                   | Rei Leopoldo I   |
|                                     | Barthélémy de Theux de Meylandt (1794-1874) | 31 de março de 1846     | 12 de agosto de 1847                      | Sem Partido (Confessionalismo católico) | Rei Leopoldo I   |
|                                     | Charles Rogier (1800-1885)                  | 12 de agosto de 1847    | 31 de outubro de 1852                     | Partido Liberal                         | Rei Leopoldo I   |
|                                     | Henri de Brouckère (1801-1891)              | 31 de outubro de 1852   | 30 de março de 1855                       | Partido Liberal                         | Rei Leopoldo I   |
|                                     | Pierre de Decker (1812-1891)                | 30 de março de 1855     | 9 de novembro de 1857                     | Sem Partido (Confessionalismo católico) | Rei Leopoldo I   |
|                                     | Charles Rogier (1800-1885)                  | 9 de novembro de 1857   | 3 de janeiro de 1868                      | Partido Liberal                         | Rei Leopoldo II  |
|                                     | Walthère Frère-Orban (1812-1896)            | 3 de janeiro de 1868    | 2 de julho de 1870                        | Partido Liberal                         | Rei Leopoldo II  |
|                                     | Jules d'Anethan (1803-1888)                 | 2 de julho de 1870      | 7 de dezembro de 1871                     | Partido Católico                        | Rei Leopoldo II  |
|                                     | Barthélémy de Theux de Meylandt (1794-1874) | 7 de dezembro de 1871   | 21 de agosto de 1874 (Faleceu no cargo)   | Partido Católico                        | Rei Leopoldo II  |
|                                     | Jules Malou (1810-1886)                     | 21 de agosto de 1874    | 19 de junho de 1878                       | Partido Católico                        | Rei Leopoldo II  |
|                                     | Walthère Frère-Orban (1812-1891)            | 19 de junho de 1878     | 16 de junho de 1884                       | Partido Liberal                         | Rei Leopoldo II  |
|                                     | Jules Malou (1810-1886)                     | 16 de junho de 1884     | 26 de outubro de 1884                     | Partido Católico                        | Rei Leopoldo II  |
|                                     | Auguste Beernaert (1829-1912)               | 16 de outubro de 1884   | 26 de março de 1894                       | Partido Católico                        | Rei Leopoldo II  |
|                                     | Jules de Burlet (1894-1896)                 | 26 de março de 1894     | 25 de fevereiro de 1896                   | Partido Católico                        | Rei Leopoldo II  |
|                                     | Paul de Smet de Naeyer (1843-1912)          | 25 de fevereiro de 1896 | 5 de janeiro de 1899                      | Partido Católico                        | Rei Leopoldo II  |
|                                     | Jules Vandenpeereboom (1843-1917)           | 5 de janeiro de 1899    | 5 de agosto de 1899                       | Partido Católico                        | Rei Leopoldo II  |
|                                     | Paul de Smet de Naeyer (1843-1912)          | 5 de agosto de 1899     | 2 de maio de 1907                         | Partido Católico                        | Rei Leopoldo II  |
|                                     | Jules de Trooz (1857-1907)                  | 2 de maio de 1907       | 31 de dezembro de 1907 (Faleceu no cargo) | Partido Católico                        | Rei Leopoldo II  |
|                                     | Frans Schollaert (1851-1917)                | 9 de janeiro de 1908    | 17 de junho de 1911                       | Partido Católico                        | Rei Leopoldo II  |
|                                     | Charles de Broqueville (1860-1940)          | 11 de junho de 1911     | 1 de junho de 1918                        | Partido Católico                        | Rei Alberto I    |
|                                     | Gérard Cooreman (1852-1926)                 | 1 de junho de 1918      | 21 de novembro de 1918                    | Partido Católico                        | Rei Alberto I    |
| Primeiros-Ministros (1918-presente) |                                             |                         |                                           |                                         |                  |
|                                     | Léon Delacroix (1867-1929)                  | 21 de novembro de 1918  | 20 de novembro de 1920                    | Partido Católico                        | Rei Alberto I    |
|                                     | Henry Carton de Wiart (1869-1951)           | 20 de novembro de 1920  | 16 de dezembro de 1921                    | Partido Católico                        | Rei Alberto I    |
|                                     | Georges Theunis (1873-1966)                 | 16 de dezembro de 1921  | 3 de maio de 1925                         | Partido Católico                        | Rei Alberto I    |
|                                     | Aloys van de Vyvere (1871-1961)             | 3 de maio de 1925       | 17 de junho de 1925                       | Partido Católico                        | Rei Alberto I    |
|                                     | Prosper Poullet (1868-1937)                 | 17 de junho de 1925     | 20 de maio de 1926                        | Partido Católico                        | Rei Alberto I    |
|                                     | Henri Jaspar (1870-1939)                    | 20 de maio de 1926      | 6 de junho de 1931                        | Partido Católico                        | Rei Alberto I    |
|                                     | Jules Renkin (1862-1934)                    | 6 de junho de 1931      | 22 de outubro de 1932                     | Partido Católico                        | Rei Alberto I    |
|                                     | Charles de Broqueville (1860-1940)          | 22 de outubro de 1932   | 20 de novembro de 1934                    | Partido Católico                        | Rei Leopoldo III |
|                                     | Georges Theunis (1873-1966)                 | 20 de novembro de 1934  | 25 de março de 1935                       | Partido Católico                        | Rei Leopoldo III |
|                                     | Paul van Zeeland (1893-1973)                | 25 de março de 1935     | 24 de novembro de 1937                    | Partido Católico                        | Rei Leopoldo III |
|                                     | Paul-Émile Janson (1873-1944)               | 24 de novembro de 1937  | 15 de maio de 1938                        | Partido Liberal                         | Rei Leopoldo III |
|                                     | Paul-Henri Spaak (1899-1972)                | 15 de maio de 1938      | 22 de fevereiro de 1939                   | Partido Operário Belga                  | Rei Leopoldo III |
|                                     | Hubert Pierlot (1883-1963)                  | 22 de fevereiro de 1939 | 12 de fevereiro de 1945                   | Partido Católico                        | Rei Leopoldo III |
|                                     | Achille Van Acker (1898-1975)               | 12 de fevereiro de 1945 | 13 de março de 1946                       | Partido Socialista                      | Rei Leopoldo III |
|                                     | Paul-Henri Spaak (1899-1972)                | 13 de março de 1946     | 31 de março de 1946                       | Partido Socialista                      | Rei Leopoldo III |
|                                     | Achille Van Acker (1898-1975)               | 31 de março de 1946     | 3 de agosto de 1946                       | Partido Socialista                      | Rei Leopoldo III |
|                                     | Camille Huysmans (1871-1968)                | 3 de agosto de 1946     | 20 de março de 1947                       | Partido Socialista                      | Rei Leopoldo III |
|                                     | Paul-Henri Spaak (1899-1972)                | 20 de março de 1947     | 11 de agosto de 1949                      | Partido Socialista                      | Rei Leopoldo III |
|                                     | Gaston Eyskens (1905-1988)                  | 11 de agosto de 1949    | 8 de junho de 1950                        | Partido Social Cristão                  | Rei Leopoldo III |
|                                     | Jean Duvieusart (1900-1977)                 | 8 de junho de 1950      | 16 de agosto de 1950                      | Partido Social Cristão                  | Rei Leopoldo III |
|                                     | Joseph Pholien (1884-1968)                  | 16 de agosto de 1950    | 15 de janeiro de 1952                     | Partido Social Cristão                  | Rei Balduíno     |
|                                     | Jean Van Houtte (1907-1991)                 | 15 de janeiro de 1952   | 23 de abril de 1954                       | Partido Social Cristão                  | Rei Balduíno     |
|                                     | Achille Van Acker (1898-1975)               | 23 de abril de 1954     | 26 de junho de 1958                       | Partido Socialista Belga                | Rei Balduíno     |
|                                     | Gaston Eyskens (1905-1988)                  | 26 de junho de 1958     | 25 de abril de 1961                       | Partido Social Cristão                  | Rei Balduíno     |
|                                     | Théodore Lefèvre (1914-1973)                | 25 de abril de 1961     | 28 de julho de 1965                       | Partido Social Cristão                  | Rei Balduíno     |
|                                     | Pierre Harmel (1911-2009)                   | 28 de julho de 1965     | 19 de março de 1966                       | Partido Social Cristão                  | Rei Balduíno     |
|                                     | Paul Vanden Boeynants (1919-2001)           | 19 de março de 1966     | 17 de julho de 1968                       | Partido Social Cristão                  | Rei Balduíno     |
|                                     | Gaston Eyskens (1905-1988)                  | 17 de julho de 1968     | 26 de janeiro de 1973                     | Democratas-Cristãos e Flamengos         | Rei Balduíno     |
|                                     | Edmond Leburton (1915-1997)                 | 26 de janeiro de 1973   | 25 de abril de 1974                       | Partido Socialista Belga                | Rei Balduíno     |
|                                     | Leo Tindemans (1922-2014)                   | 25 de abril de 1974     | 20 de outubro de 1978                     | Democratas-Cristãos e Flamengos         | Rei Balduíno     |
|                                     | Paul Vanden Boeynants (1919-2001)           | 20 de outubro de 1978   | 3 de abril de 1979                        | Partido Social Cristão                  | Rei Balduíno     |
|                                     | Wilfried Martens (1936-2013)                | 3 de abril de 1979      | 31 de março de 1981                       | Partido Social Cristão                  | Rei Balduíno     |
|                                     | Mark Eyskens (n.1933)                       | 31 de março de 1981     | 17 de dezembro de 1981                    | Partido Social Cristão                  | Rei Balduíno     |
|                                     | Wilfried Martens (1936-2013)                | 17 de dezembro de 1981  | 7 de março de 1992                        | Partido Social Cristão                  | Rei Balduíno     |
|                                     | Jean-Luc Dehaene (1940-2014)                | 7 de março de 1992      | 12 de julho de 1999                       | Partido Social Cristão                  | Rei Balduíno     |
|                                     | Guy Verhofstadt (n.1953)                    | 12 de julho de 1999     | 20 de março de 2008                       | Liberais e Democratas Flamengos Abertos | Rei Alberto II   |
|                                     | Yves Leterme (n.1960)                       | 20 de março de 2008     | 30 de dezembro de 2008                    | Democratas-Cristãos e Flamengos         | Rei Alberto II   |
|                                     | Herman Van Rompuy (n.1947)                  | 30 de dezembro de 2008  | 25 de novembro de 2009                    | Democratas-Cristãos e Flamengos         | Rei Alberto II   |
|                                     | Yves Leterme (n.1960)                       | 25 de novembro de 2009  | 6 de dezembro de 2011                     | Democratas-Cristãos e Flamengos         | Rei Alberto II   |
|                                     | Elio Di Rupo (n.1951)                       | 6 de dezembro de 2011   | 11 de outubro de 2014                     | Partido Socialista                      | Rei Alberto II   |
|                                     | Charles Michel (n.1975)                     | 11 de outubro de 2014   | 27 de outubro de 2019                     | Movimento Reformador                    | Rei Filipe       |
|                                     | Sophie Wilmès (n.1975)                      | 27 de outubro de 2019   | 1 de outubro de 2020                      | Movimento Reformador                    | Rei Filipe       |
|                                     | Alexander De Croo (n.1975)                  | 1 de outubro de 2020    | 3 de fevereiro de 2025                    | Liberais e Democratas Flamengos Abertos | Rei Filipe       |
|                                     | Bart De Wever (n.1970)                      | 3 de fevereiro de 2025  | Presente                                  | Nova Aliança Flamenga                   | Rei Filipe       |